# Rozwojowe zaburzenie koordynacji ruchowej
Rozwojowe zaburzenie koordynacji ruchowej, inaczej dyspraksja lub specyficzne zaburzenie rozwoju funkcji motorycznych (potocznie „zespół niezgrabnego dziecka”, „zespół niezdarnego dziecka”, „zespół niezgrabności ruchowej”) – zaburzenie neurorozwojowe⁣ polegające na nieprawidłowym rozwoju koordynacji ruchowej u dziecka.
Dotyka ono około 6% populacji dzieci w wieku przedszkolnym lub uczniów szkoły podstawowej, chociaż już wcześniej można dostrzec pewne objawy związane z wzorcem ruchu. Częściej spotyka się go u chłopców. Jedną z przyczyn dyspraksji może być nieprawidłowe funkcjonowanie neuronów lustrzanych, lezje (uszkodzenia) w lewej półkuli mózgu lub uszkodzenia obwodowego układu nerwowego. Wpływa na wiele funkcji rozwojowych włącznie z mową.
Problemy z koordynacją ruchów dotyczą one zarówno motoryki małej, jak i dużej. Mówi się tutaj często o dyskretnych objawach neurologicznych. Ruchom obydwu rodzajów towarzyszyć mogą drżenia. Pacjenci źle rozwijają umiejętności planowania ruchów motorycznych, jak też ich naśladowania przy braku odpowiedniej demonstracji bądź wyjaśniania. Występują także ruchy mimowolne. Jako przykład podać można grymasy twarzy towarzyszące ruchom kończyny górnej. Również napięcie mięśniowe odbiega od normy. Dziecko nie potrafi przez dłuższy czas wykonywać jednej czynności. Poza tym jego ruchy cechują się dużą różnicą w płynności w zależności od strony ciała zaangażowanej w wykonywanie ruchów.